# Summer Days (And Summer Nights!!)
Summer Days (And Summer Nights!!) — девятый студийный альбом американской рок-группы The Beach Boys. Пластинка вышла в июле 1965 года на Capitol Records и заняла 2-е место в американском хит-параде журнала Billboard. Пластинка включает хит-синглы «Help Me, Rhonda» и «California Girls».

## Список композиций
| №  | Название                      | Автор(ы)                                 | Вокал             | Длительность |
| -- | ----------------------------- | ---------------------------------------- | ----------------- | ------------ |
| 1. | «The Girl from New York City» | Брайан Уилсон / Майк Лав                 | М. Лав            | 1:54         |
| 2. | «Amusement Parks U.S.A.»      | Б. Уилсон / М. Лав                       | М. Лав, Б. Уилсон | 2:29         |
| 3. | «Then I Kissed Her»           | Фил Спектор / Элли Гринвич / Джефф Барри | Алан Джардин      | 2:15         |
| 4. | «Salt Lake City»              | Б. Уилсон / М. Лав                       | М. Лав, Б. Уилсон | 2:00         |
| 5. | «Girl Don’t Tell Me»          | Б. Уилсон                                | Карл Уилсон       | 2:19         |
| 6. | «Help Me, Rhonda»             | Б. Уилсон / М. Лав                       | А. Джардин        | 2:46         |

| №  | Название                    | Автор(ы)           | Вокал                  | Длительность |
| -- | --------------------------- | ------------------ | ---------------------- | ------------ |
| 1. | «California Girls»          | Б. Уилсон / М. Лав | М. Лав, Б. Уилсон      | 2:38         |
| 2. | «Let Him Run Wild»          | Б. Уилсон / М. Лав | Б. Уилсон              | 2:20         |
| 3. | «You’re So Good to Me»      | Б. Уилсон / М. Лав | Б. Уилсон              | 2:14         |
| 4. | «Summer Means New Love»     | Б. Уилсон          | Инструментальная пьеса | 1:59         |
| 5. | «I’m Bugged at My Ol’ Man»  | Б. Уилсон          | Б. Уилсон              | 2:17         |
| 6. | «And Your Dream Comes True» | Б. Уилсон / М. Лав | Группа                 | 1:04         |

В 1990 году альбом был переиздан на одном компакт-диске вместе с восьмым альбомом The Beach Boys Today! и включал дополнительные песни.

## Участники записи
- Майк Лав — вокал
- Брюс Джонстон — вокал
- Карл Уилсон — соло-гитара, вокал
- Алан Джардин — ритм-гитара, вокал
- Брайан Уилсон — бас-гитара, челеста, вокал
- Деннис Уилсон — барабаны, вокал

## Альбомные синглы
- Help Me, Rhonda / Kiss Me Baby (Capitol 5395; 5 апреля 1965; #1)
- California Girls / Let Him Run Wild (Capitol 5464; 12 июля 1965; #3)